# Chiesa di Santa Maria di Forfona
La chiesa di Santa Maria di Forfona, o erroneamente di Farfa, è un edificio religioso dell'Aquila, situato nel quarto di Santa Maria.
Dovette la sua realizzazione ai castellani di Forfona che contribuirono così alla fondazione della città nel XIII secolo. Nel 1938 fu demolita e ricostruita in posizione più defilata, a ridosso delle mura dell'Aquila, per permettere la costruzione del quartiere residenziale "Costanzo Ciano", poi "G. Matteotti".

## Storia
L'edificazione della chiesa si fa risalire al periodo immediatamente successivo alla fondazione dell'Aquila, nella seconda metà del XIII, ad opera dagli abitanti del castello di Forfona, all'interno del locale di riferimento. La datazione è testimoniata dalle caratteristiche formali dell'edificio, rispondenti alle disposizioni redatte da Niccolò dell'Isola nel 1290.
Le notizie sulla chiesa sono scarne, ma i dettagli stilistici rilevabili sulla facciata farebbero propendere per una costruzione di quest'ultima intorno al 1430, o comunque di poco precedente alla realizzazione della chiesa della Beata Antonia (1447), che evolve nello stile protorinascimentale.
Nel 1938, nell'ambito di un periodo di grandi trasformazioni urbanistiche operate durante il fascismo, si decise di traslare la chiesa più ad est per permettere la realizzazione di un moderno quartiere residenziale. L'edificio venne quindi demolito e ricostruito, con caratteristiche similari seppur non propriamente uguali, e la facciata smontata e rimontata sulla nuova chiesa. In seguito al terremoto del 2009 la chiesa ha subito alcuni danni ed è stata sottoposta a lavori di restauro e consolidamento.

## Descrizione
Santa Maria di Forfona è situata nell'omonimo quartiere — anche noto erroneamente come Farfa e, in antichità, come rione Siena in omaggio alla senese contrada dell'Aquila — posto tra la basilica di San Bernardino e la parete orientale delle mura dell'Aquila. Fino al 1938 la chiesa era situata esattamente in corrispondenza dell'attuale piazza Giacomo Matteotti.
Le caratteristiche formali della chiesa riflettono per lo più il canone stabilito dalle disposizioni ufficiali di Niccolò dell'Isola, redatte nel 1290, e sono del tutto similari ad altri edifici di questo periodo che non hanno subito trasformazioni, come ad esempio San Vito alla Rivera, Santa Maria di Rascino e la scomparsa Santa Maria del Guasto; come quest'ultima, la chiesa forfonense si caratterizzava, nella sua configurazione originaria, per l'assenza di volumi aggiungi a quello principale.
La facciata riprende lo stile della scuola aquilana e si presenta in forma quadrata, a terminazione orizzontale, con rosone e cornice marcapiano; il portale, in pregevole romanico, reca nell'architrave delle colonne due leoni in pietra, similarmente alla chiesa di San Quinziano. Del tutto unica, nel panorama architettonico aquilano, è invece la presenza di due bassorilievi raffiguranti figure angeliche ai lati del rosone, d'influenza umbro-toscana.
Altra particolarità è la posizione della cornice marcapiano, situata non al centro della facciata bensì rialzata, in modo da donare verticalità al prospetto; si tratta di una soluzione presente all'Aquila solo in un altro edificio, la chiesa di Santa Maria di Assergi, e secondo alcuni storici farebbe ipotizzare la presenza di un frontone terminale, oggi scomparso, sullo schema della quattrocentesca Santa Maria del Soccorso. Questo dettaglio, insieme alle caratteristiche stilistiche degli angeli del rosone, farebbe presupporre per la facciata una datazione alla prima metà del XV secolo.
L'interno si compone di una semplice aula rettangolare con abside semicircolare, quest'ultima aggiunta nella ricostruzione novecentesca.